# Pachýammos
Pachýammos är en ort i Cypern.   Den ligger i distriktet Eparchía Lefkosías, i den nordvästra delen av landet, 70 km väster om huvudstaden Nicosia. Pachýammos ligger 1 meter över havet och antalet invånare är 101. Den ligger på ön Cypern.
Terrängen runt Pachýammos är kuperad åt sydost, men norrut är den platt. Havet är nära Pachýammos åt nordväst. Trakten runt Pachýammos är mycket glesbefolkad, med 4 invånare per kvadratkilometer. Närmaste större samhälle är Pomós, 3,2 km väster om Pachýammos. 